# マツモトジュンイチ
マツモト ジュンイチ（松本淳一、1970年5月20日 - ）は、日本のプロデューサー、コンテンツプランナー。
株式会社オフィスクレッシェンド取締役。
2022年1月19日に立ち上げたエンタメプロジェクト『SUPER SAPIENSS』の初期ボードメンバーの1人。

## 人物
岡山市東区出身。岡山県立瀬戸高等学校を経て1989年、東放学園専門学校放送芸術科に入学。
在学中より、秋元康、堤幸彦らの企画・映像制作会社、株式会社ソールドアウトにADとして参加。
その後、株式会社オフィスクレッシェンド取締役兼映像ディレクターとなる。
テレビ番組やミュージックビデオなどの演出と平行して、Webやモバイルなどのデジタルコンテンツの企画・制作に携わる。
過去に、UTB映像アカデミー（現TMS東京映画映像学校）の講師、桐朋学園芸術短期大学と倉敷芸術科学大学の非常勤講師を務めた。

## 作品

### テレビ番組
- 顔ヨガドラマ ムンクの叫びはビューティフル（NHK総合/2020年）　プロデューサー
- ボキャブライダー on TV（Eテレ/2017年4月〜2020年3月）　プロデューサー
- おもてなしの基礎英語（Eテレ/2018年4月〜2019年3月）　ドラマパートプロデューサー
- NAGOYA-DAGAYA（中京テレビ / 2014.11.1〜16.11.19）　プロデューサー
- 東海天狗10年ファイナル〜堤幸彦が見たTOKAI SUMMIT〜（2016.8.28）　プロデューサー
- MISSION 001（テレビ東京 / 2014.1.3 O.A.）　ブレーン
- BLOODYTUBE（BSジャパン / 2013.6.15 O.A.）　プロデューサー
- クイズ!!赤恥青恥（テレビ東京 / 1995.4〜2003.3）　チーフ演出
- 平野綾だけTV（フジテレビTWO / 2009年4月 - レギュラー）　演出
- 金田一銀狼VS家なき子　全部見せます土曜9時　生放送で同窓会SP!（日本テレビ）　VTR演出

### 映画
- 「THE KILLER GOLDFISH」（2025年）アソシエイトプロデューサー
- 「ドールハウス」メイキングプロデューサー
- 「ゴジラ-1.0」メイキングプロデューサー
- 「変な家」メイキングプロデューサー
- 「ブラックナイトパレード」メイキングプロデューサー
- 「ブレイブ -群青戦記-」メイキングプロデューサー
- 「思い、思われ、ふり、ふられ」メイキングプロデューサー
- 「嘘を愛する女」メイキングプロデューサー
- 「青空エール」メイキングプロデューサー
- 「ストロボ・エッジ」メイキングプロデューサー

### インターネット
- Apple Japan 公式Webサイト　ディレクション
- 秋元康プロデュース Webドラマ「うどん先生」　プロデューサー
- 舞台「古舘伊知郎トーキングブルース」　インターネット配信
- 大分市シティプロモーション Webムービー「ADあべ君」　プロデューサー
- 「STAR WARS」 公式モバイルサイト　企画
- インプレスTV　「週刊★ロマン鉄道」　プロデューサー
- テレビ東京モバイルサイト「てれともばいる」　企画　プロデューサー

### アニメーション
- サムライチャンプルー　文芸協力　ブレーン
- エルゴプラクシー　脚本協力　ブレーン

### ミュージックビデオ・ライブビデオ
- Walk on Sunshine / 高垣彩陽　プロデューサー
- 世界は終わらない / Thinking Dogs　プロデューサー
- 希望について / NO NAME　プロデューサー
- 白い雲のように / 猿岩石　演出
- SPACE -from V6 Live Tour'98 / V6　演出